# Мена, Анхель
А́нхель Исраэль Ме́на Дельга́до (исп. Ángel Israel Mena Delgado; род. 21 января 1988 года в Гуаякиль, Эквадор) — эквадорский футболист, нападающий клуба «Леон» и сборной Эквадора.

## Клубная карьера

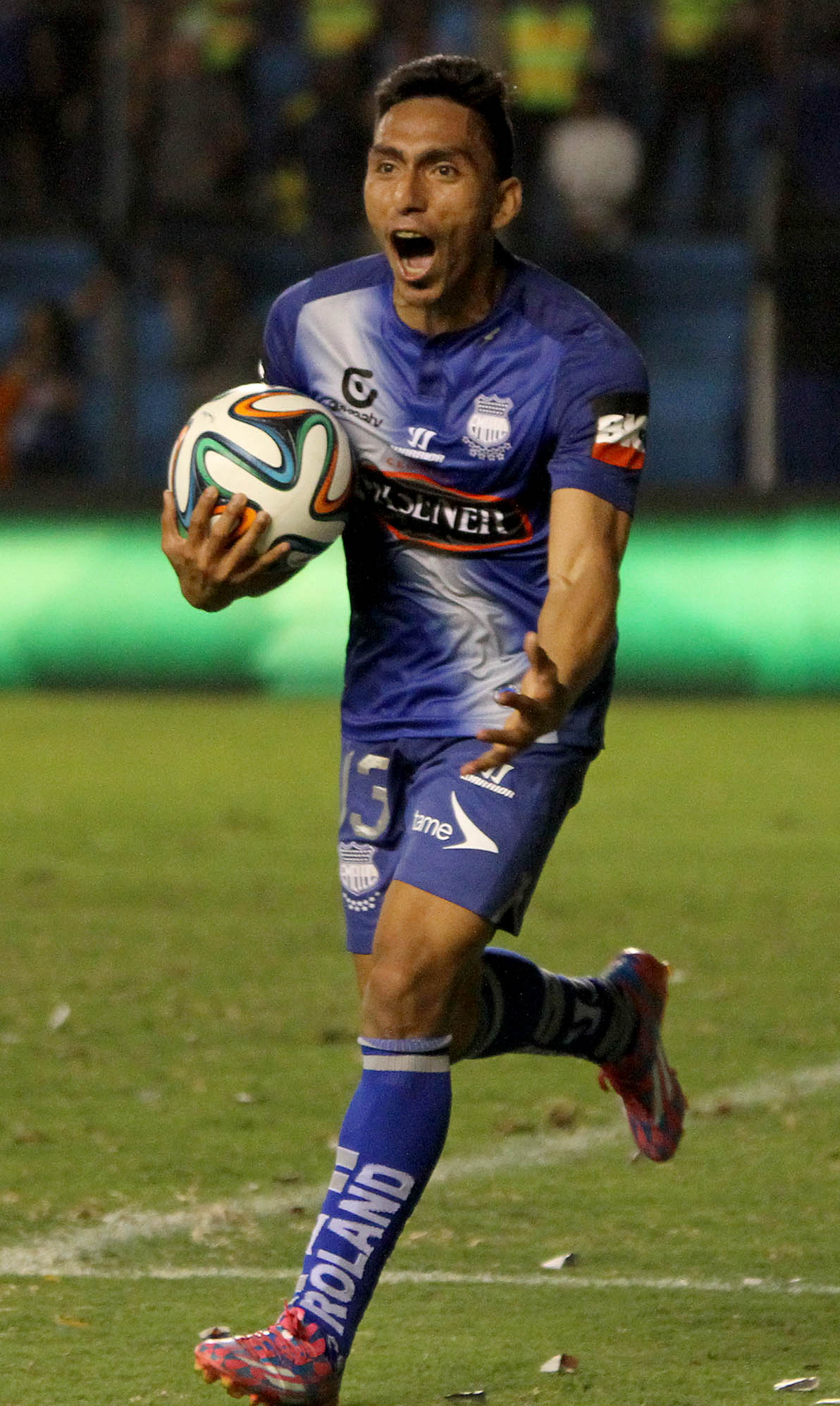
Мена в составе «Эмелека»

Мена — воспитанник клуба «Эмелек». В 2007 году он дебютировал в эквадорской Серии А. 16 марта 2008 года в поединке против «Текнико Университарио» Анхель забил свой первый гол за «Эмелек».
В 2010 году Анхель на правах аренды перешёл в «Депортиво Куэнка». 28 апреля в поединке против «Барселоны» Гуаякиль он дебютировал за новую команду. 27 мая в матче против своего родного клуба «Эмелек» Мена забил свой первый гол за «Куэнку».
После окончания аренды Анхель вернулся в «Эмелек» и помог команде дважды выиграть чемпионат. В матчах Кубка Либертадорес против бразильского «Интернасьонала» и боливийского «Стронгеста» Мена забил три гола.
В начале 2017 года Мена перешёл в мексиканский «Крус Асуль». 8 января в матче против «Некаксы» он дебютировал в мексиканской Примере. 22 января в поединке против «Монтеррея» Анхель забил свой первый гол за «Крус Асуль».
20 декабря 2018 года Мена был представлен в качестве нового игрока клуба «Леон».

## Международная карьера
29 марта 2015 года в товарищеском матче против сборной Мексики Мена дебютировал за сборную Эквадора. 24 марта 2016 года в отборочном матче чемпионата мира 2018 против сборной Парагвая Анхель забил свой первый гол за национальную команду.
В 2016 году Мена принял участие в Кубке Америки в США. На турнире он был запасным и на поле не вышел.
Летом 2019 года Мена был приглашён в сборную для участия в Кубке Америки, который состоялся в Бразилии. В третьем матче в группе против Японии он отличился голом на 35-й минуте, а команды разошлись миром 1:1.

### Голы за сборную Эквадора
| #  | Дата          | Место                             | Противник | Счёт | Результат | Соревнование                       |
| -- | ------------- | --------------------------------- | --------- | ---- | --------- | ---------------------------------- |
| 1. | 24 марта 2016 | Олимпико Атауальпа, Кито, Эквадор | Парагвай  | 2:2  | 2:2       | Чемпионат мира 2018 (квалификация) |

## Достижения
Командные
 «Эмелек»
- Чемпионат Эквадора — 2013
- Чемпионат Эквадора — 2014